# Чемпионат России по боксу среди женщин 2020
Чемпионат России по боксу среди женщин 2020 года проходил в Ульяновске с 24 октября по 1 ноября. В соревновании приняли участие 209 спортсменок, разыгравшие награды в 10 весовых категориях.

## Медалисты
| Весовая категория | Золото                                                         | Серебро                                                       | Бронза                                                                                |
| ----------------- | -------------------------------------------------------------- | ------------------------------------------------------------- | ------------------------------------------------------------------------------------- |
| до 48 кг          | Юлия Чумгалакова Московская область                            | Дарья Салиндер Ямало-Ненецкий автономный округ                | Озода Темирова Московская область Алёна Артёмова Москва / Ульяновская область         |
| до 51 кг          | Светлана Солуянова Москва / Ульяновская область                | Любовь Шарапова Рязанская область                             | Екатерина Пальцева Московская область / Мордовия Ольга Пискунова Свердловская область |
| до 54 кг          | Карина Тазабекова Санкт-Петербург                              | Елизавета Карташкова Челябинская область                      | Виктория Кулешова Московская область Валерия Родионова Москва                         |
| до 57 кг          | Дарья Абрамова Тульская область / Рязанская область            | Валерия Девятайкина Москва                                    | Нина Брожина Краснодарский край Дина Богданова Магаданская область                    |
| до 60 кг          | Нуне Асатрян Краснодарский край / Ульяновская область          | Анастасия Белякова Московская область / Челябинская область   | Екатерина Дынник Кемеровская область Анна Краснопёрова Москва                         |
| до 64 кг          | Александра Ордина Санкт-Петербург                              | Наталия Сычугова Москва / Ульяновская область                 | Орнелла Хетеева Северная Осетия Ирина Автина Челябинская область                      |
| до 69 кг          | Саадат Далгатова Московская область / Дагестан                 | Дарима Сандакова Московская область / Бурятия                 | Альбина Молдажанова Тюменская область Галина Головченко Москва                        |
| до 75 кг          | Зенфира Магомедалиева Дагестан / Московская область            | Анастасия Шамонова Краснодарский край / Ростовская область    | Анна Галимова Татарстан Елена Гапешина Бурятия / Севастополь                          |
| до 81 кг          | Мария Уракова Ульяновская область / Чукотский автономный округ | Евгения Молочкова Нижегородская область / Ульяновская область | Мария Шишмарёва Московская область / Забайкальский край Анна Иванова Москва           |
| свыше 81 кг       | Дулма Лумбунова Москва                                         | Александра Дмитриева Красноярский край                        | Юлия Арефьева Бурятия Виолета Бондаренко Хакасия                                      |